# شمشير خانة (سردابة)
شمشیر خانة (بالفارسية: شمشیرخانه) هي منطقة سكنية تقع في إيران في قسم سردابة الريفي. يقدر عدد سكانها بـ 37 نسمة .